# Rio Eufrosia
O Rio Eufrosia é um rio da Romênia, afluente do Agapia, localizado no distrito de Neamţ.